# Anopheles pseudobarbirostris
Anopheles pseudobarbirostris är en tvåvingeart som beskrevs av Frank Ludlow 1902. Anopheles pseudobarbirostris ingår i släktet Anopheles och familjen stickmyggor. Inga underarter finns listade i Catalogue of Life.